# La Luna (film, 2011)
Pour les articles homonymes, voir La Luna.
 (juillet 2025).
Pour plus de détails, voir Fiche technique et Distribution.
La Luna est un court-métrage d'animation américain des studios Pixar réalisé par Enrico Casarosa. Projeté pour la première fois au Festival d'Annecy en 2011, il a ensuite été présenté en préprogramme avant le long métrage Rebelle (été 2012).

## Synopsis
Une barque se déplace en pleine mer, avec trois hommes à bord : le grand-père, le père et le jeune garçon, lequel reçoit en cadeau la même casquette que ses aînés, qui se disputent au sujet de la façon dont le petit doit porter son couvre-chef. Ensuite ils s'assoient et attendent. Le jeune garçon, se demandant que faire, imite les gestes des deux autres.
Soudain arrive ce qu'ils attendaient : la Lune. Le père sort alors une immense échelle, et ils envoient le gamin monter dessus, avec une ancre pour pouvoir arrimer le bateau sur la Lune. Le garçon s'étant exécuté, les deux hommes le rejoignent et commencent leur travail : ils balaient de petites étoiles tombées à la surface de l'astre. Là encore, cela occasionne de nouvelles disputes sur la meilleure façon de procéder. Tombe alors une immense étoile qui se plante dans le sol. Les deux hommes sont perplexes et, malgré leurs divers efforts, n'arrivent pas à la retirer du sol. Mais le jeune garçon trouve la solution en donnant un léger coup de marteau au sommet de l'étoile. En parallèle, le petit garçon trouve sa propre voie, différente des deux que lui proposaient ses aînés, en portant la casquette à l'envers et en adoptant ensuite un outil différent des autres : un râteau.
Leur travail fini, les trois hommes redescendent dans leur barque, et un plan large nous permet d'admirer le résultat de leurs efforts communs : la pleine lune est devenue un croissant. Un nouveau cycle lunaire peut ainsi commencer grâce à eux.

## Fiche technique
- Titre original : La Luna
- Réalisation : Enrico Casarosa
- Musique : Michael Giacchino
- Production : Kevin Reher
- Animateur : Ramiro Lopez Dau
- Société de distribution : Walt Disney Pictures
- Pays de production :  États-Unis
- Format : couleurs
- Durée : 7 minutes
- Dates de sortie :
  - France : 7 juin 2011 (Festival d'Annecy) ; 1er août 2012 (sortie nationale – en préambule du long métrage Rebelle)
  - États-Unis : 2 février 2012 (sortie limitée) ; 22 juin 2012 (sortie nationale – en préambule du long métrage Rebelle)

## Distribution (voix)
- Krista Sheffler : l'enfant
- Tony Fucile : le père
- Phil Sheridan : le grand-père

## Distinctions
- Oscars 2012 : nomination dans la catégorie « meilleur court métrage d'animation »
- Annie Awards 2012 : nomination dans la catégorie « meilleur court métrage d'animation »

## Commentaires
- Enrico Casarosa étant fan d'Hayao Miyazaki, le personnage du père s'inspirerait d'un mineur du Château dans le ciel.